# Блэкхарт
Блэкхарт (англ. Blackheart) — персонаж Marvel Comics, сын Мефисто.

## История публикаций
Блэкхарт был разработан Энн Носенти и Джоном Ромитой младшим и впервые появился в Daredevil #270 (сентябрь 1989 года).

## Вымышленная биография
После убийств и других злодеяний, совершённых в месте под названием Корона Христа (Нью-Йорк), Мефисто решает создать из накопившегося в том месте зла новое существо — Блэкхарта, своего сына. Повзрослев и начав изучение природы зла, Блэкхарт неоднократно сталкивался и часто проигрывал таким героям как Сорвиголова и Человек-Паук.
Через некоторое время Мефисто послал Блэкхарта на Землю обучаться смирению, предварительно забрав у него значительную часть сил. Озлобленный Блэкхарт решил вернуться в Корону Христа. Он решил свергнуть Мефисто с трона, для чего начал склонять на свою сторону таких антигероев как Призрачный Гонщик, Каратель и Росомаха. Однако те раскусили замысел Блэкхарта и в тяжёлой битве одолели его.
Однако же позднее Блэкхарту удалось свергнуть Мефисто и захватить его территорию. 
Позднее Блэкхарт создал команду под названием «Духи Возмездия» и собирался с их помощью уничтожить Призрачного гонщика. Тем не менее, Призрачному гонщику удалось «убить» Блэкхарта и захватить его территорию. Некоторое время спустя Блэкхарт наблюдает за встречей Мефисто, Сатанниша, Хелы и Дормамму, обсуждавших нарушения, созданные недавно воскресшей Мэджик.

### Круг четырёх
Блэкхарт отчасти переносит Ад на Землю и начинает красть человеческие души. Для этого он прибывает в Лас-Вегас и активирует портал. Пока Доктор Стрэндж пытается закрыть портал, Блэкхарт обманывает нового Призрачного гонщика. Чтобы остановить Блэкхарта, Призрачный гонщик объединяет силы с Агентом Веномом, Икс-23 и Красным Халком. Для борьбы с ними он создаёт Антитезы, и те убивают их. Тем не менее, Мефисто заключает с ними сделку и возвращает их на Землю.
Во время второго сражения герои передают Красному Халку симбиота и силу Заратоса. Тот использует магическое зеркало, благодаря чему и побеждает Блэкхарта. В Аду Мефисто предлагает Блэкхарту новую жизнь в качестве человека.

## Силы и способности
Блэкхарт показан как мощный демон, созданный Мефисто из тёмной силы. Он обладает сверхчеловеческими силами, в том числе огромной физической силой, сверхчеловеческой скоростью и выносливостью. Ему присущи такие способности как суб-молекулярное исцеление, телекинез и изменение в внешности и размеров тела. Помимо этого Блэкхарт наделён телепортацией и может свободно продвигаться сквозь измерения. Как и любой другой демон, Блэкхарт — бессмертен. Блэкхарт способен накапливать энергию и использовать её в разрушительных целях, а также захватывать человеческие души и контролировать умы миллионов людей одновременно. Блэкхарт владеет тёмной энергией и может использовать её без каких-либо ограничений.

## Альтернативные версии

### Marvel Zombies
Во вселенной Marvel Zombies Блэкхарт один из тех немногих, кто невосприимчив к вирусу.

## Вне комиксов

### Фильм
В фильме 2007 года «Призрачный гонщик» роль Блэкхарта исполняет Уэс Бентли. Он главный антагонист фильма наравне со своим отцом Мефисто. В отличие от комиксов, где Блэкхарт выглядит как чёрный демон, в фильме он имеет человеческий облик. Блэкхарт, как и в комиксах, обладает сверхъестественными способностями, как например он способен выследить человека по его страху или же убивать при контакте с кожей.
По сюжету фильма Блэкхарт отправляется на землю в поисках силы, которая поможет ему свергнуть отца. Он взывает к помощи трёх падших ангелов: Валло, Грессиль и Абигор. Блэкхарт начинает поиски, убивая всех людей на своём пути. Узнав о планах Блэкхарта, Мефисто говорит Джонни Блейзу, ставшему Призрачным гонщиком, что освободит его от контракта, если он остановит Блэкхарта и его приспешников.
После того как Гонщик убивает всех павших ангелов, Блэкхарт похищает его возлюбленную Роксанну Симпсон и угрожает убить её, если Блейз не принесёт ему контракт Сан-Венганцы. Джонни отдаёт контракт Блэкхарту, но сам становится Гонщиком, надеясь победить врага. Блэкхарт отбивает атаку и вбирает в себя все 1000 душ городка, называя себя Легионом.
Продолжается битва, в которой Роксанна хватает дробовик и разряжает его в Блэкхарта. Затем она бросает пустое оружие Джонни, который, держа его в тени — источнике его силы — придаёт оружию свою силу. Мощный выстрел уничтожает Блэкхарта, но черные души Сан-Венганцы быстро восстанавливают демона. Джонни использует «Карающий взор», чтобы спалить Чёрное сердце, ведь у него теперь 1000 злобных человеческих душ. После этого Мефисто возвращает тело Блэкхарта в Ад.

### Видеоигры
- Блэкхарт является играбельным персонажем в файтингах Marvel Super Heroes, Marvel Super Heroes vs. Street Fighter и Marvel vs. Capcom 2: New Age of Heroes.
- Блэкхарт является одним из боссов игры Marvel Super Heroes: War of the Gems.
- Блэкхарт появляется в игре Marvel: Ultimate Alliance, где его озвучивает Дэвид Соболов. Он является приспешником Доктора Дума и похищает Ночного Змея и Джин Грей.
- В игре Ghost Rider Блэкхарт может принимать демоническое и человеческое обличье.
- Он также появляется в игре Marvel: Avengers Alliance.